# 西伯利亚冰草
西伯利亚冰草（学名：Agropyron sibiricum）为禾本科冰草属下的一个种。